# フジテレビ土曜7時枠の連続ドラマ
フジテレビ土曜7時枠の連続ドラマは、かつて3期に渡ってフジテレビ系列の土曜19:00 - 19:30（JST。19:57の時もあり）に放送されたテレビドラマの枠である。
なお中断中のアニメに関しては、

## 歴史
- 初作品は、開局して半年後に開始した江利チエミ初のテレビ出演番組『チエミのかわら版太平記』。その後は寺田ヒロオ原作の漫画をドラマ化した『もうれつ先生』や、坂本九主演の『にっこり捕物帳』、そして海外作品を放送するが、1962年9月終了の海外作品『ジェットパイロット』で中断し、この後は大人気作品『鉄腕アトム』を始めとしたアニメが続く。
- アニメが終了した後は、土曜20:00で放送するも振るわなかった円谷大型特撮『マイティジャック』を、『戦え!マイティジャック』と改題して移動し再開、その後は手塚治虫原作のアニメ合成ドラマ『バンパイヤ』を放送するが、その後は（一部を除き）あらゆる番組が3ヶ月で終了または移動する迷走期に入り、中断後に開始したスポ根ドラマ『紅い稲妻』も、3ヶ月で終了してしまった。
- そして1971年1月2日より、ピー・プロ特撮番組『宇宙猿人ゴリ』がスタート、当初は低迷するも、その後は『宇宙猿人ゴリ対スペクトルマン』『スペクトルマン』と改題しながら1972年3月25日まで放送、第二次怪獣ブーム（通称「変身ブーム」）の立役者となり、その後もピー・プロ特撮番組が継続した。
- だが、1974年9月28日放送をもって継続中の『電人ザボーガー』は金曜19:00に移動し、30分ドラマは終了、それから29年3ヶ月後の2004年1月10日より、1時間作品『ほんとにあった怖い話』（第1シリーズ）を3ヶ月間放送し、ドラマは事実上終了が、2023年現在は『芸能人が本気で考えた!ドッキリGP』というバラエティ番組枠が放送されている。

## 放送作品一覧
▲マークは海外作品。

### 第1期
- チエミのかわら版太平記（1959年9月12日～1960年6月11日）
- もうれつ先生（1960年6月18日～11月12日）
- にっこり捕物帳（1960年11月19日～1961年3月4日） - 火曜20:00より移動。
- 遥かなる西部（1961年3月11日～6月3日）▲
- スミスという男（1961年6月10日～12月2日）▲
- ジェットパイロット（1961年12月9日～1962年9月）▲

1962年10月から5年9ヶ月間ドラマ枠中断。この間は『鉄腕アトム』などのアニメを放送。

### 第2期
- 戦え!マイティジャック（1968年7月6日～12月28日） - 土曜20:00より改題短縮移動。
- バンパイヤ（1969年1月4日～3月29日） - 木曜19:00より移動。

1969年4月から1年半ドラマ枠中断。この間は『日清ちびっこのどじまん』『世界一周!!ランニングクイズ』『ザ・ヒットパレード』『クイズ・キングにまかせろ!』『SOSドキドキクイズ』を放送。

### 第3期
- 紅い稲妻（1970年10月3日～12月26日）
- 宇宙猿人ゴリ→宇宙猿人ゴリ対スペクトルマン→スペクトルマン（1971年1月2日～1972年3月25日）
- 快傑ライオン丸（1972年4月1日～1973年4月7日）
- 風雲ライオン丸（1973年4月14日～9月29日）
- 鉄人タイガーセブン（1973年10月6日～1974年3月30日）
- 電人ザボーガー（1974年4月6日～9月28日） - 金曜19:00に移動。

1974年10月から29年3ヶ月間ドラマ枠中断。

### 第4期
- ほんとにあった怖い話（第1シリーズ）（2004年1月10日～3月13日） - これのみ19:00 - 19:57。